# Patuki roperi
Patuki roperi är en kräftdjursart som beskrevs av Fenwick 1983. Patuki roperi ingår i släktet Patuki och familjen Exoedicerotidae. Inga underarter finns listade i Catalogue of Life.